# Бойківка (Олександрійський повіт)
Бойківка (Чечелівка) — колишнє поселення на річці Боковій Олександрійського повіту Херсонської губернії. Зараз у складі с. Бокове (Долинський район)

## Історичні відомості
Перша згадка — 20.10.1776 про слободу Стефана Бойка на річці Боковій, який є її засновником. Згодом зустрічається Клим Бойко (1789 рік)
Зміни в адміністративних одиницях Російської Імперії 18-19 ст. — дивіться сторінку Вікіпедії — Бокове (Долинський район).
19.05.1794 прапорщик Стефан Семенович Долинський продав своєму брату корнету Івану Семеновичу Долинському сл. Бойківку при р. Боковій проти балки Каменуватої за 1100 руб., а загалом 1500 десятин землі з 25 мужиками.
Зі справи про будівництво церкви в державному поселені Бокова є відомості про жителів сл. Бойківка на 19.11.1801 рік: "Помещик корнет Иван Долинский, жена Ефросиния, у них дети — 6 душ, дворовые — 9 душ, поданные - Бабенко, Горобченко, Брондовский, Артеменко, Горб, Гроз,  Данченко, Захарченко, Голубенко, Сластененко, Киктенко, Шаповал, Закопний, Вышневецкий, Якушенко, Головченко, Волосяненко, Лагода, Коваленко, Зинченко, Коваль, Савченко, Валковский, Илиненко, Коломийченко, Таран, Швец, Салиженко.»
З «Відомості про церкви» за 1840 рік: «В деревне Бойковке живет помещик губернский секретарь Конон Иванов Долинский. Крестьян — дворов 21 1\4, 85 д.м.п., 83 д.ж.п. Сия деревня вместе с Боковою и разделяется также речкою». В документі 1875 р. згадується "кладбищний дом", де поховані Долинські.
Після Долинського у власності майора Панкратія і чиновника 14 класа Дімітрія Івановичів Юзефовичів, які 09.12.1845 продали її поміщику Чечелю Івану Івановичу, який згодом проживав там у власному маєтку. Згодом у власності його зятя - Олександра Ісаєвича (з 1871 р.)
На карті Шуберта (середина-кінець 19 ст.) відмічена, як Бойковка (Чечелева).
Жителі Бойківки брали участь в боротьбі за свободу, а саме в поході у Таврію за волею.
В виданні «Волости и важнѣйшія селенія Европейской Россіи» за 1886 рік: «Д. Бойковка (Чечелева) и х. Шамраева. Время возникновения: давнее, крестьяне переселены из Киевской и Полтавской губерний. Хутор (Шамраєва) основан в 1883 году. Топография и наружный вид поселений: деревня расположена по левой стороне речки Боковой при впадении в нее балки Калиновой. Хаты вдоль речки, огорожены с улицы заборами, другой ряд начал только застраиваться. 13 колодцев. Хутор по той же стороне речки Боковой, хаты новые, но еще не огорожены. 1 колодец. Промышленных заведений 3. Общественных зданий −1 (запасной магазин), 1 (сельские расправы). Частные жилые постройки: домов 1, хат 82, число комнат в них 111. Холодные хозяйственные постройки — 93. Число дворов и жителей: по переписи 1886 года — дворов 83, мужчин 210, женщин 177. По переписи 1850 года — 27, мужчин 86, женщин 84».
Своєї церкви в селі Бойківка не було, жителі належали до приходу Свято-Покровської церкви сусіднього села Бокове. В метриках вказаної церкви велись записи про народження, одруження і смерть жителів с. Бойківки з 1804 по 1920 рр.
В 30-х р.р. 20 ст. увійшло в с. Бокове (Кірове).